# Batalha do Silaro
A Batalha do Silaro foi travada em 212 a.C. entre os exércitos de Aníbal e o do centurião romano Marco Centênio Pênula, a quem foi entregue o comando de um novo exército recém-alistado. Os cartagineses saíram vitoriosos da batalha, destruindo completamente o exército romano, formado por 8 000 homens. Esta foi uma das poucas batalhas nas quais Aníbal contava com a superioridade numérica, pois suas forças eram de 25-30 000 homens. A destruição deste exército romano, porém, não alterou significativamente a situação da guerra na região.

## Contexto
Depois de anos de batalhas no sul da Itália, em 212 a.C., mais uma vez Cápua, a capital da Campânia e a segunda mais importante cidade da Itália, era o principal teatro de operações da Segunda Guerra Púnica. Os dois cônsules daquele ano, Quinto Fúlvio Flaco e Ápio Cláudio Pulcro, marcharam para a Campânia e passaram a saquear seu território, iniciando o primeiro cerco de Cápua. Aníbal partiu de Benevento e se encontrou com Magão, seu irmão, depois de três dias em Cápua. Ele estava certo de que os romanos, que já vinham sendo atacados pelos campânios, não conseguiriam resistir ao ataque do exército cartaginês, tantas vezes vitorioso.
Na batalha que se seguiu, os romanos inicialmente sofreram muito com os contínuos ataques da cavalaria cartaginesa e dos dardos inimigos. Porém, quando ao longe apareceu um exército
A batalha que nasceu inicialmente viu os romanos sofrer os contínuos ataques da cavalaria cartaginesa, oprimido por flechas inimigas, até que o sinal contra Roman não produziu uma batalha equestre equilibrada. Mas quando, à distância, apareceu o exército que havia perdido recentemente seu comandante, Tibério Semprônio Graco na Batalha dos Campos Antigos, e era liderado pelo comandante Cneu Cornélio Lêntulo, a visão provocou o temor em ambas as partes, que imaginavam a chegada de reforços para o inimigo e deram o sinal de retirada para seus respectivos acampamentos.
No final da batalha, as baixas romanas eram muito maiores, especialmente por causa da cavalaria cartaginesa.
Como a batalha não produziu nenhum resultado concreto, os cônsules romanos decidiram separar seus exércitos e recuarem todos de Cápua. Sabe-se que Fúlvio Flaco marchou para Cumas enquanto Cláudio Pulcro invadiu a Lucânia. Aníbal entrou em Cápua e partiu em perseguição a Cláudio Pulcro, que, por sua vez, conseguiu contornar o exército cartaginês para retornar a Cápua novamente. Durante a marcha, porém, os cartagineses tiveram a oportunidade de realizar uma nova batalha, que lhes foi muito favorável.
Entre os centuriões do primeiro manípulo dos triários um certo Marco Centênio Pênula, famoso por sua coragem e vigor físico. Ele havia recebido, a pedido do pretor Públio Cornélio Sula aos senadores romanos, o comando de 5 000 soldados. Ele conhecia a região muito bem e pretendia utilizar contra Aníbal suas próprias táticas que, no passado, haviam enganado e vencido tantos comandantes romanos. Ao invés dos 5 000 homens, ele recebeu 8 000, metade formado por cidadãos romanos e outra metade de aliados. Durante a marcha, ele próprio recrutou ainda mais voluntários, praticamente dobrando seus efetivos

## Batalha
| “ | Não poderia haver nenhuma dúvida sobre o resultado final da batalha entre Aníbal, comandante-em-chefe das forças [cartaginesas], e um centurião romano. Entre dois exércitos, um acostumado a ganhar e o outro, ainda imerso em desordem e apenas parcialmente armado. | ” |
|   | — Lívio, Ab Urbe Condita XXV, 19.14. |   |

Uma vez dispostas as fileiras em ordem de batalha, uma de frente para outra, nenhum dos dois comandantes quis fugir do combate. Os romanos lutaram por um longo tempo, mesmo diante da desigualdade numérica. O confronto durou mais de duas horas e os romanos lutaram enquanto seu comandante permaneceu de pé. Quando Centênio Pênulo foi derrubado por dardos inimigos no meio do furor da batalha, o exército romano foi desbaratado e massacrado.

## Conclusão
Salvaram-se apenas 1 000 soldados, pois a cavalaria cartaginesa ocupou todas as passagens para evitar a fuga dos romanos. Todos os demais foram assassinados.